# Laurie Baker (architecte)
Pour les articles homonymes, voir Laurie Baker et Baker.
Laurie Baker (né Lawrence Wilfred Baker le 2 mars 1917 à Birmingham, Royaume-Uni et mort le 1er avril 2007 à Trivandrum, Inde) est un architecte indien.
Établi en Inde depuis 50 ans, il obtient la citoyenneté indienne en 1989, connu pour être un pionnier de l'architecture à bas coût et respectueuse de l'environnement.
Il reçut de nombreux prix dont le prix décerné par l'Union internationale des architectes, prix Sir Robet Matthew en 1993.